# E89 (Verenigde Arabische Emiraten)
De E89 is een nationale weg in de Verenigde Arabische Emiraten. De weg loopt van Diba Al Fujairah via Masafi naar Fujairah en is 70 kilometer lang.
Tussen Masafi en Fujairah is de weg onderdeel van de Mashreq-weg M5, de internationale weg langs de westkust van de Perzische Golf. 
E10 · 
E11 · 
E18 · 
E22 · 
E33 · 
E44 · 
E55 · 
E66 · 
E77 · 
E87 · 
E88 · 
E89 · 
E95 · 
E99 · 
E311 · 
E611